# Группа ЛСР
«Группа ЛСР» — российская компания, работающая в сфере девелопмента и производства стройматериалов. Головной офис — в Санкт-Петербурге. По состоянию на 1 июня 2022 года является третьим по объёму текущего строительства застройщиком в России, занимает седьмую позицию в списке крупнейших застройщиков по объёмам строительства в Москве.

## История
Компания основана в 1993 году. Название компании происходит от «ЛенСтройРеконструкция».
«Группа ЛСР» является публичным акционерным обществом и владеет 100 % во всех своих крупных дочерних предприятиях и обществах.
В ноябре 2007 года компания провела IPO, разместив на Лондонской фондовой бирже и ММВБ 12,5 % уставного капитала, и привлекла $772 млн. Капитализация компании по итогам размещения составила $6,8 млрд.
В 2007-2012 годах компания участвовала в активном освоении земель министерства обороны на территории г. Санкт-Петербурга.
В апреле 2010 года компания провела SPO, разместив на Лондонской фондовой бирже и ММВБ 10 % уставного капитала, и привлекла $398,1 млн (с учётом расходов на обслуживание сделки).
В 2015 компания развернула масштабное строительство на территории ЗиЛа в Москве. Стартовали продажи квартир в первой очереди проекта бизнес-класса «ЗИЛАРТ». Реализация проекта проходит в рамках программы редевелопмента территории завода им. И. А. Лихачева. На 65 га девелопер проекта построит более 1,5 млн кв. м недвижимости, из них почти 1 млн кв. м жилья.
В 2021 году компания объявила об уходе с Лондонской фондовой биржи. В компании сообщали, что основной причиной ухода стала низкая ликвидность иностранного рынка.
В 2021 году Москва утвердила проект филиала Эрмитажа в рамках реорганизации столичной промзоны ЗиЛ. В 2022 году Эрмитаж вышел из проекта и «Группа ЛСР» достраивала музейный комплекс, получившим название «Коллекция» самостоятельно. Строительство было завершено летом 2024.
В 2023 ЛСР прекратила листинг на Лондонской бирже.
В 2024 году группа ЛСР провела обратный выкуп акций в период между 20 августа и 20 сентября. В ходе байбэка ЛСР приобрела 5,28% от уставного капитала компании.

## Собственники и руководство
Основной бенефициар — основатель и бывший генеральный директор «Группы ЛСР» Андрей Молчанов.
6 марта 2024 года строительная группа ЛСР сообщила о назначении новым генеральным директором Дмитрия Кутузова, который сменил на этом посту Андрея Молчанова.

## Деятельность
«Группа ЛСР» ведет свою деятельность в сфере производства стройматериалов, добычи и переработки нерудных ископаемых, девелопмента и строительства недвижимости, а также оказывает генподрядные, подрядные и инжиниринговые услуги в сфере гражданского и промышленного строительства. Ключевыми регионами развития бизнеса компании являются: Санкт-Петербург и Ленинградская область, Москва и Московская область, Екатеринбург и Уральский регион.

### Показатели деятельности
Общее число сотрудников — около 14 500 чел. (2018 год).
В 2020 году выручка составила 118 052 млн руб, скорректированная EBITDA составила 27 376 (23 %), чистая прибыль — 12 025 млн рублей.
В 2016 году выручка «Группы ЛСР» (в соответствии с отчетностью, подготовленной по МСФО) составила 98 072 млн руб (за 2015 год —86 830 млн руб.), EBITDA  выросла на 4% и составила 19 298 млн руб. (за 2015 год — 18 632 млн руб.), EBITDA рентабельность по EBITDA составила 20%, а чистая прибыль — 9 163 млн руб.(за 2015 год — 10 646 млн руб.).
Выручка «Группы ЛСР» по итогам 2015 года сократилась на 6 % и составила 86 830 млн рублей, EBITDA уменьшилась на 14 %, до 18 633 млн рублей. В первом полугодии 2016 года выручка компании возросла на 10 %, до 31 618 млн рублей, EBITDA сократилась на 22 % и составила 4 486 млн рублей.
Выручка компании за 2014 год по МСФО составила 92,3 млрд руб. (за 2013 год — 60,2 млрд руб.), EBITDA составила 21,6 млрд руб. (за 2013 год — 11,7 млрд руб.), EBITDA маржа составила 23 %, а чистая прибыль — 9,7 млрд руб. (за 2013 год — 3,4 млрд руб.)
До 2011 года годовое общее собрание акционеров принимало решение не выплачивать дивиденды — вся прибыль компании была реинвестирована в развитие бизнеса.
В 2011 году совет директоров «Группы ЛСР», проанализировав структуру капитала компании в разрезе текущих и будущих потребностей в капитале, впервые рекомендовал собранию акционеров рассмотреть возможность возврата излишков капитала акционерам в виде дивидендов, выплаченных по результатам 2010 финансового года.
Выручка по МСФО в 2023 году составила 236,197 млрд рублей, чистая прибыль — 28,343 млрд рублей.

### Рейтинговые оценки
Рейтинговое агентство АКРА присвоило в 2025 году ПАО «Группа ЛСР» рейтинговую оценку A(RU) со стабильным прогнозом.

## Критика
ЛСР не входит в число компаний участников реновации Москвы (запущена в 2017 году), однако имеет большой пакет контрактов на территории московской промышленности, в частности промзоны ЗиЛ, позволяющей ей входить в тройку застройщиков Москвы. 
24 июля 2023 года центральное офисное здание ЛСР было атаковано БПЛА. 
В кейсах группы есть построенный на месте снесённого «Дома литераторов» апарт-отель «Невский, 68», уничтожение казарм Преображенского полка и строительство на их месте ЖК «Парадный квартал», попытка возвести жильё на месте блокадной электроподстанции.